# Bellflower (Illinois)
Bellflower es una villa ubicada en el condado de McLean en el estado estadounidense de Illinois. En el Censo de 2010 tenía una población de 357 habitantes y una densidad poblacional de 375,58 personas por km².

## Geografía
Bellflower se encuentra ubicada en las coordenadas 40°20′26″N 88°31′33″O / 40.34056, -88.52583. Según la Oficina del Censo de los Estados Unidos, Bellflower tiene una superficie total de 0.95 km², de la cual 0.95 km² corresponden a tierra firme y (0%) 0 km² es agua.

## Demografía
Según el censo de 2010, había 357 personas residiendo en Bellflower. La densidad de población era de 375,58 hab./km². De los 357 habitantes, Bellflower estaba compuesto por el 99.72% blancos, el 0.28% eran afroamericanos, el 0% eran amerindios, el 0% eran asiáticos, el 0% eran isleños del Pacífico, el 0% eran de otras razas y el 0% pertenecían a dos o más razas. Del total de la población el 0.28% eran hispanos o latinos de cualquier raza.